# Vanotek
Ion Chirinciuc (Ungheni, Moldavia; 15 de septiembre de 1984), conocido por su nombre artístico Vanotek, es un productor y disc jockey rumano. Comenzó su carrera al producir canciones para otros artistas antes de lanzar su primer sencillo «My Heart is Gone» en 2015. La pista fue un éxito comercial en Rumania, y lo llevó a recibir una nominación como mejor artista rumano en los MTV Europe Music Awards 2016. En noviembre de 2017, estrenó su primer álbum de estudio, No Sleep, a través de Global Records. Dos de sus sencillos, «Tell Me Who» y «Back to Me», obtuvieron éxito en las listas de Rumania y Rusia, entre otros países.

## Carrera
Ion Chirinciuc nació en Ungheni, Moldavia. Se mudó a Rumania para estudiar en la Escuela de Artes Octav Băncilă en Iași, y más tarde a Bucarest para empezar su carrera en la música. Vanotek, con 17 años de edad, comenzó a producir canciones para otros artistas como Dan Bălan, Antonia y Tom Boxer. En 2015, lanzó su primer sencillo, «My Heart is Gone», con la colaboración de Yanka. La canción fue un éxito comercial en Rumania, y lo llevó a recibir una nominación como mejor artista rumano en los MTV Europe Music Awards 2016. Ese mismo año, Vanotek intentó representar a Rumania en el Festival de la Canción de Eurovisión 2016 en Estocolmo, Suecia con la canción «I'm Coming Home», en conjunto con The Code & Georgian. El artista quedó en segundo lugar en el programa de selección, Selecția Națională. En noviembre de 2017, Vanotek lanzó su primer álbum de estudio, No Sleep, a través de Global Records. Además de la discográfica mencionada, firmó un contrato con Ultra Records. Se estrenaron varios sencillos del disco, entre ellos «Tell Me Who» y «Back to Me» con Eneli; ambas canciones obtuvieron éxito en las listas de Rumania y Rusia, entre otros países.

## Vida personal
Vanotek es padre de dos hijos.

## Discografía

### Álbumes
| Título   | Detalles del álbum                                                                                 |
| -------- | -------------------------------------------------------------------------------------------------- |
| No Sleep | - Fecha de lanzamiento: 22 de noviembre de 2017 - Discográfica: Global - Formato: Descarga digital |

### Sencillos
| Título                                                                                    | Año  | Posicionamiento en listas | Posicionamiento en listas | Álbum              |
| Título                                                                                    | Año  | POL                       | RUS                       | Álbum              |
| ----------------------------------------------------------------------------------------- | ---- | ------------------------- | ------------------------- | ------------------ |
| «My Heart is Gone» (con Yanka)                                                            | 2015 | —                         | —                         | No Sleep           |
| «I'm Coming Home» (con The Code & Georgian)                                               | 2015 | —                         | —                         | No Sleep           |
| «Viajero» (con Hevito)                                                                    | 2016 | —                         | —                         | No Sleep           |
| «My Mind» (con Minelli)                                                                   | 2016 | —                         | —                         | No Sleep           |
| «În dormitor» (con Minelli)                                                               | 2016 | —                         | —                         | No Sleep           |
| «My Mind» (con Minelli)                                                                   | 2016 | —                         | —                         | No Sleep           |
| «Take the Highway»                                                                        | 2017 | —                         | —                         | No Sleep           |
| «Tell Me Who» (con Eneli)                                                                 | 2017 | 11                        | 2                         | No Sleep           |
| «No Sleep» (con Minelli)                                                                  | 2017 | —                         | 168                       | No Sleep           |
| «Back to Me» (con Eneli)                                                                  | 2017 | 15                        | 5                         | No Sleep           |
| «Tara» (con Eneli)                                                                        | 2017 | —                         | —                         | No Sleep           |
| «Vision»                                                                                  | 2017 | —                         | —                         | No Sleep           |
| «Runa»                                                                                    | 2017 | —                         | —                         | No Sleep           |
| «My Day» (con Slider & Magnit y Mikayla)                                                  | 2018 | —                         | 217                       | Sencillo sin álbum |
| «Love is Gone»                                                                            | 2018 | —                         | 12                        | Sencillo sin álbum |
| «Cherry Lips» (con Mikayla)                                                               | 2019 | —                         | —                         | Sencillo sin álbum |
| «Dirty Diamonds» (con Tobi Ibitoye)                                                       | 2019 | —                         | —                         | Sencillo sin álbum |
| «Muzica e pentru toti» (con Irina Rimes)                                                  | 2019 | —                         | —                         | Sencillo sin álbum |
| «Bring Us Back» (con Joshua Ziggy)                                                        | 2020 | —                         | —                         | Sencillo sin álbum |
| «Talk to Me» (con Bastien)                                                                | 2020 | —                         | —                         | Sencillo sin álbum |
| «—» indica que el sencillo no alcanzó posición alguna o no fue lanzado en ese territorio. |      |                           |                           |                    |

## Premios y nominaciones
| Año  | Premios                 | Categoría            | Trabajo | Resultado | Ref   |
| ---- | ----------------------- | -------------------- | ------- | --------- | ----- |
| 2016 | MTV Europe Music Awards | Mejor artista rumano | Vanotek | Nominado  | [ 5 ] |